# Хуан Амат
Хуан Амат (ісп. Juan Amat, 10 липня 1946 — 11 травня 2022) — іспанський хокеїст на траві.
Срібний призер Олімпійських Ігор 1980 року, учасник 1968, 1972, 1976 років.